# Bến xe buýt tốc hành Seoul
Bến xe buýt tốc hành Seoul là nhà ga xe buýt trọng điểm nằm ở Seocho-gu, Seoul.
Nó được kết nối dưới lòng đất với cửa hàng bách hóa Shinsegae chi nhánh Gangnam và chợ ngầm banpo, cũng như chứa thị phần cửa hàng riêng của mình.

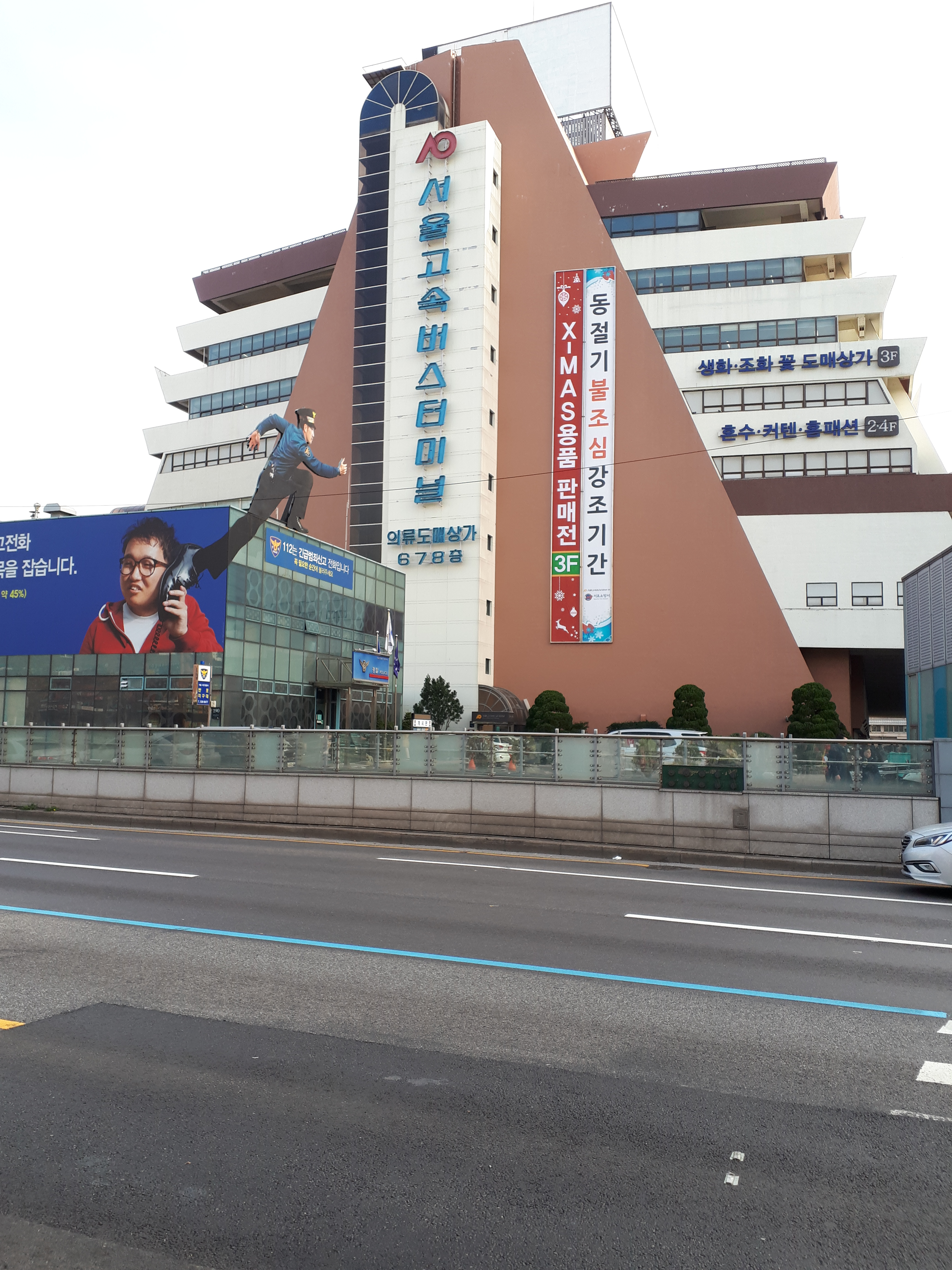
Bến xe buýt tốc hành Seoul

Tính đến tháng 9 năm 2021, tầng ba bị bỏ hoang dành cho một cửa hàng may duy nhất.

## Các tuyến đường

### Xe buýt tốc hành
| Đến            | Điểm đến |
| -------------- | --- |
| Gyeonggi-do    | Icheon, Yeoju, Yongin (qua Yubang-dong), Pyeongtaek (qua Đại học Pyeongtaek), Anseong (qua Gongdo, Đại học Jungang, Đại học Hankyong) |
| Gangwon-do     | Wonju (qua Munmak), Gangneung, Yangyang, Sokcho, Samcheok (qua Donghae) |
| Chungcheong-do | Daejeon, Khu liên hợp Chính phủ Daejeon, Gongju, Cheonan, Onyang (Asan), Geumsan (qua Majeon), Jochiwon (qua Đại học Korea, Đại học Hongik), Sejong (qua Đại học Korea, Đại học Hongik, Jochiwon), Cheongju, Jecheon (qua Haso-dong) |
| Gyeongsang-do  | Andong, Dongdaegu (qua Seodaegu), Gimcheon, Gumi (qua Hwanggan), Jeomchon (Mungyeong), Sangju, Yecheon, Yeongcheon (qua Văn phòng thị trấn mới tỉnh Gyeongbuk) , Yeongju (qua Danyang) Gyeongju, Pohang, Jinju, Tongyeong, Gimhae (qua Jangyu), Masan (qua Naeseo), Changwon (qua ga Changwon), Uljin (qua Gwangbi, Samgeun, Baekam Hot Spring) Ulsan, Busan, Seobusan |

## Giao thông vận tải

### Tàu điện ngầm
- Ga bến xe buýt tốc hành (,  và ).

### Xe buýt Thành phố
- Xe buýt địa phương: Seocho 01, Seocho 10, Seocho 13, Seocho 14, Seocho 21
- Xe buýt nhánh: 3012, 3414, 4212, 4318, 5413, 6411, 8541
- Xe buýt đường trục: 142, 143, 148, 351, 360, 362, 401, 406, 462, 540, 640, 642, 643, 740
- Xe buýt nhanh: 9408
- Xe buýt sân bay: 6000, 6020
- Xe buýt nhanh Incheon: 9500, 9501, 9502, 9510, 9800, 9802